# Эре, Роберт Бриско
Роберт Бриско Эре (англ. Robert Brisco Earée; 1846—1928) — английский священник и филателист, который был известен своими исследованиями филателистических подделок и фальшивок.

## Биография
Роберт Бриско Эре родился в 1846 году в семье преподобного Уильяма Эре (William Earee), который позднее, с 1870 года, служил ректором Англиканской церкви в Альфамстоне в Эссексе.
Роберт Эре учился в грамматической школе Коккермауса для мальчиков в Камбрии. В 1871 году он стал священником и куратом в Коггзолле (Эссекс).
В августе 1876 года он женился на Флоренции Изабелле Гофф (Florence Isabella Goff), дочери капитана А. Гоффа (покойного), в Альфамстоне.
Будучи капелланом Англиканской церкви в Берлине в 1880-х годах, Р. Эре отвечал за сбор в фонд строительства новой церкви, посвящённой Святому Георгию.
В 1890 году преподобный Эре был назначен ректором Мизердена в графстве Глостершир.

## Вклад в филателию
Роберт Эре продолжил дело У. Дадли Атли (W. Dudley Atlee) и Эдварда Лойнса Пембертона как автор ряда статей под общим названием «The Spud Papers», которые описывали поддельные марки и выходили в различных печатных изданиях в период с 1871 года по 1881 год, прежде чем были изданы в виде книги в 1952 году[≡][≡]. Эре также работал филателистическим редактором журнала «The Bazaar» (1875).
Р. Эре наиболее известен своим классическим трудом «Album Weeds; or, How to Detect Forged Stamps» («Альбомные сорняки, или Как выявлять поддельные марки»), который претерпел три издания и до сих пор считается одним из лучших во всём мире справочником по когда-либо созданным фальшивым и поддельным маркам[≡].
Свой взгляд на филателию Эре подытожил в одной из статей из серии «The Spud Papers», заявив:
Если бы только филателисты побольше изучали свои марки, вместо того, чтобы просто пытаться увидеть, сколько их они могут собрать, я уверен, что они бы вскоре почерпнули для себя гораздо больше, чем их может научить любая книга или Spud Paper.
В 1921 году Роберт Бриско Эре был удостоен чести быть внесённым в «Список выдающихся филателистов».

## Избранные труды
Ниже перечислены основные работы Роберта Эре и их переиздания:
- Earée R. B. Album Weeds; or, How to Detect Forged Stamps (англ.). — 1st edn. — London, UK: Stanley Gibbons Limited, 1882. — 560 p. — OCLC 1289186, 80979691 и 889859958. [Однотомное издание.] (Дата обращения: 13 марта 2020)[^]
- The Future of Stamp Collecting // Nunn’s Philatelical Annual. — Ca. 1889. (англ.) (Дата обращения: 29 апреля 2016) Архивировано 13 июля 2010 года.
- Album Weeds; or, How to Detect Forged Stamps. — 2nd edn. — London: Stanley Gibbons Limited, 1892. (англ.) [Однотомное издание.]
- Earée R. B. Album Weeds; or, How to Detect Forged Stamps: In 2 vols. (англ.). — 3rd edn., rev. and enl. — London, UK: Stanley Gibbons Publications Ltd., 1882. — xxviii, 587; viii, 709 p. — OCLC 83873902, 641883872 и 946504888. (Дата обращения: 13 марта 2020) Архивировано 13 декабря 2019 года. [Издание в 2 т.][≡]
- Album Weeds; or, How to Detect Forged Stamps. — Holton, KS, USA: The Gossip Printery, 1931. (англ.) [Репринтное издание.]
- Atlee W. D., Pemberton E. L., Earée R. B. The Spud Papers: An Illustrated Descriptive Catalogue of Early Philatelic Forgeries (англ.) / Introductory essay and a comprehensive index by L. Ragatz. — Lucerne, Switzerland: Emile Bertrand, 1952. — 168 p. — OCLC 12144654, 557285642 и 720981820. (Дата обращения: 10 марта 2020) Архивировано 5 января 2020 года.[^]
- Album Weeds; or, How to Detect Forged Stamps. — 3rd edn. — Acton, Canberra, Australia: Manuka-Ainslie Press, ca. 1960. (англ.) [Репринтное издание, 8 частей в мягкой обложке.]
- Album Weeds; or, How to Detect Forged Stamps. — 3rd edn. — USA: Lowell Ragatz & Jim Beal[англ.]. (англ.) [Репринтные издания: 1954 и 1975(?).]